# Escefro
Escefro o Cefro (en griego Σκέφρου) en la mitología griega, fue un príncipe de Arcadia hijo del rey Tegeates de Tegea y de Mera, hija del titán Atlas . Era hermano de Leimón, Arquedio, Gortis y Cidón .

## Mitología
Cuando Apolo y Artemisa llegaron a la región de Tegea, el hijo de Tegeates, Escefro, se presentó a Apolo y conversó con él en secreto. Leimón, que era otro hijo de Tegeates, sospechando que la conversación de Escefro contenía una acusación contra él, se lanzó sobre su hermano y le dio muerte. El castigo por el asesinato llegó inmediatamente a Leimón, pues fue asaeteado por Artemisa. Tegeates y Mera hicieron al punto sacrificios a Apolo y a Artemisa, pero después sobrevino una fuerte esterilidad y les llegó un oráculo de Delfos ordenándoles que llevasen luto por Escefro. Entre otros ritos que realizan en la fiesta de Agieo para honrar a Escefro, la sacerdotisa de Artemisa persigue a alguien como si la propia Artemisa persiguiese a Leimón.